# 마시코 아츠키
마시코 아츠키(일본어: 増子 敦貴 ましこ あつき[*])는 가수 겸 배우, 남녀 7인조 퍼포먼스 혼성그룹 GENIC의 멤버이다.

## 출연작

### TV 드라마 연극
- 2021년 기계전대 젠카이저 - 조크스 골드츠이카 / 투카이저 역
- 무대 가면라이더 잔게츠 - 가이무 외전 - 에 글라샤  역
- 2022년 미팅에 나갔는데 여자가 없었던 이야기(合コンに行ったら女がいなかった話) - 하기 역
- 2022년 가면라이더 세이버 (仮面ライダー セイバー) 조크스 골드츠이카 역
- 2023년 나나시 제7특별사인처리과 (ナナシ-第七特別死因処理課) - 스나오 역
- 2023년 체감예보 (体感予報) - 타나다 요우 역
- 2024년 센과 치히로의 행방불명 (千と千尋の神隠し) - 하쿠 역